# Samuel Rühling
Samuel Rühling (né vers 1586 à Groitzsch et mort en juin 1626 à Dresde) est un théologien allemand et Kreuzkantor. 

## Biographie
Rühling étudie de 1601 à 1606 à l'école princière de Grimma. Il étudie ensuite la théologie à l'Université de Leipzig. Il y fait son doctorat jusqu'en 1610. Il devient ensuite chantre à l'église universitaire Saint-Paul de Leipzig et est actif de 1612 à 1615 comme chantre de l'église Sainte-Croix de Dresde. En septembre 1615, il devient diacre et cinq ans plus tard archidiacre de l'église Sainte-Croix. 
Rühling a composé des motets à huit et neuf parties de style polyphonique. Il est également Poeta laureatus dès le début du XVIIe siècle. 

## Travaux
- Novus elector Johannes Georgius Lipsiam ingressus salutatur (commémoratif de Jean-Georges Ier, électeur de Saxe; 1611)
- Hiskias querulus bey dem Begräbnüß des Mich. Lehmanni (Leichenpredigt Michael Lehmann; 1618)
- Leichpredigt bey dem Begräbnüß des Hn. Gabr. Voigts (Leichenpredigt Gabriel Voigt; 1622)
- Die edle Sterbekunst Simeonis bey dem Leichbegängnüs der Fr. Annen des Matth. Kaphans Wittwen (Leichenpredigt Anna Kaphan; 1625)
- Succus propheticus, d. i. XXV außerlesene Kernsprüche aus den Propheten in Predigten erklärt (1625, 5. Aufl. 1653)
- Sechs christliche hohe Festags Predigten, auff Weynachten, Ostern und Pfingsten, gehalten in der Creutzkirchen zu Dreszden, und vielen frommen Christen zu Trost in Druck gegeben (1628)